# Jati (kommun i Brasilien)
Jati är en kommun i Brasilien.   Den ligger i delstaten Ceará, i den östra delen av landet, 1 300 km nordost om huvudstaden Brasília. Antalet invånare är 7 649.
Omgivningarna runt Jati är huvudsakligen savann. Runt Jati är det ganska glesbefolkat, med 23 invånare per kvadratkilometer.